# Ley Fundamental de Educación
La Ley Fundamental de Educación (教育基本法 kyōiku kihonhō?) es una ley japonesa que establece las normas para el sistema educativo de Japón.

## Resumen
La Ley Fundamental de Educación, como su nombre indica, es una ley que se refiere a los cimientos de la educación japonesa. Debido a que actúa como la base para la interpretación y aplicación de varias leyes y ordenanzas relativas a la educación, también se conoce como la Constitución de la Educación (教育憲法 kyōiku kenpō?) o la Carta de la Educación (教育憲章 kyōiku kenshō?).
Las traducciones MEXT al inglés le dan derecho a la Ley Básica de Educación.
La Ley Fundamental de Educación contiene un preámbulo y 18 Artículos. La ley establece los propósitos y objetivos de educación y proporciona igualdad en la educación, educación obligatoria, la educación mixta, la educación social, la educación política, educación religiosa, la administración educativa, etc. Según la ley, el propósito de la educación es el "Desarrollo de la personalidad (人格の完成 jinkaku no kansei?)".  El artículo 1 establece que la ley:

Tendrán como objetivo el pleno desarrollo de la personalidad y se esforzarán por nutrir a los ciudadanos, cultivar un cuerpo y espíritu sanos, que están impregnados con las cualidades necesarias para aquellos que forman un estado en paz, democrático y social.

La actual Ley Fundamental fue promulgada el 22 de diciembre de 2006, reemplazando 11 artículos de Ley del 31 de marzo de 1947 (la "antigua Ley fundamental de la educación").

## Promulgación original de 1947
La vieja ley fue creada bajo los auspicios de SCAP, promulgada por la 90.ª sesión de la Dieta Imperial japonesa, que sería la última Dieta Imperial (legislatura del Japón) conducido bajo la Constitución japonesa Imperial. A menudo se dice que la antigua Ley Fundamental de Educación estuvo escrita en el espíritu de la nueva Constitución japonesa, representando un medio radical de la reforma de educación, reemplazando el Rescripto Imperial antes de la Segunda Guerra Mundial sobre la educación, el cual estuvo basado en el Imperialismo y el pensamiento del Confucianismo.
Durante el debate sobre reforma constitucional, se argumentó que las disposiciones relativas a la educación tendría que ser incluida en la propia constitución nacional. Aun así, el ministro de Educación en aquel entonces, Kōtarō Tanaka, propuso la creación de una ley separada con respecto a la educación. El Ministerio de la educación entonces creó un Comité de Reforma Educativo, el cual deliberó sobre los contenidos de la Ley Fundamental. La ley estuvo aprobada por la Dieta Imperial (legislatura del Japón) cuando estuvo escrita en borrador original, sin revisión.

## Disposiciones de la Ley Fundamental de Educación
- Preámbulo

Nosotros, los ciudadanos de Japón, deseamos desarrollar aún más el estado democrático y cultural que hemos construido a través de nuestros esfuerzos incansables y contribuimos a la paz del mundo y a la mejora del bienestar de la humanidad.
Para realizar estos ideales, valoraremos la dignidad individual y nos esforzaremos por educar a los que anhelan la verdad y la justicia, honran el espíritu público y son ricos en humanidad y creatividad, al tiempo que promueven una educación que transmite la tradición y apunta a la creación de una nueva cultura.
Por la presente promulgamos esta Ley, en conformidad con el espíritu de la Constitución de Japón, con el fin de establecer los cimientos de la educación y promover una educación que abre el camino al futuro de nuestro país.

- Capítulo 1 Objetivos y Principios de la Educación

- Artículo 1 Objetivos de Educación

La educación tendrá como objetivo el pleno desarrollo de la personalidad y se esforzará por nutrir a los ciudadanos, cultivar un cuerpo y espíritu sanos, que están impregnados con las cualidades necesarias para aquellos que forman un estado en paz, democrático y social.

- Artículo 2 Objetivos de la educación

Si bien respetan la libertad académica, la educación:

(1) fomentar una actitud para adquirir un amplio conocimiento y cultura, para buscar la verdad, cultivar una rica sensibilidad y sentido de la moralidad, mientras que se desarrolla de un cuerpo sano.
(2) desarrollar las habilidades de las personas respetando su valor; cultivar su creatividad; fomentar un espíritu de autonomía e independencia; y fomentar una actitud para valorar el trabajo al tiempo que enfatiza las conexiones con la vida profesional y práctica.
(3) promover una actitud para valorar la justicia, la responsabilidad, la igualdad entre hombres y mujeres, el respeto mutuo y la cooperación, y contribuir activamente, en el espíritu público, a la construcción y al desarrollo de la sociedad.
(4) fomentar una actitud para respetar la vida, el cuidado de la naturaleza y contribuir a la protección del medio ambiente.
(5) fomentar la actitud de respetar nuestras tradiciones y cultura, amar el país y la región que los alimentó, el respeto a otros países y el deseo de contribuir a la paz mundial y al desarrollo de la comunidad internacional.

- Artículo 3 Concepto de aprendizaje permanente
- Artículo 4 Igualdad de oportunidades en la educación

"A todos los ciudadanos se les dará igualdad de oportunidades para recibir educación de acuerdo a sus habilidades y no serán objeto de discriminación en educación por razón de raza, credo, sexo, condición social, posición económica o origen familiar"
Las personas que viven con discapacidades o dificultades financieras se mantendrán.
- Capítulo 2 Fundamentos de la provisión de educación

- Artículo 5 Educación obligatoria

Los ciudadanos tienen la obligación de educar a sus hijos para "cultivar las bases de una vida independiente dentro de la sociedad".
La educación obligatoria es gratuita.

- Artículo 6 Educación Escolar

El gobierno regula el establecimiento de escuelas para la educación obligatoria
- Artículo 7 Universidades

Las universidades existen para buscar la verdad, crear conocimiento, difundir ampliamente conocimientos y habilidades especializadas, etc.
Se garantiza la autonomía intelectual de las universidades.

- Artículo 8 Colegios privados

El gobierno promoverá educación en colegios privados
- Artículo 9 Maestros

(1) Los maestros de las escuelas prescritas por la ley se esforzarán por cumplir sus deberes, siendo profundamente conscientes de su noble misión y continuamente dedicándose a la investigación y el auto-cultivo.
(2) Considerando la importancia de la misión y de los deberes de los docentes establecidos en el párrafo anterior, se respetará el estatuto de los docentes, se garantizará su trato justo y adecuado, se adoptarán medidas para mejorar su educación y formación.

- Artículo 10 Educación en la familia

Los padres tienen la responsabilidad de enseñar a los niños los hábitos básicos de la vida, un espíritu de independencia, y fomentar el desarrollo del cuerpo y la mente.
Las familias serán apoyadas en esto por el gobierno.

- Artículo 11 Educación de la primera infancia

El gobierno promoverá la educación de la primera infancia y mantendrá estándares en esos ambientes.
- Artículo 12 Educación Social

El gobierno apoyará la educación de la comunidad, incluyendo "bibliotecas, museos, salas comunitarias y otras instalaciones de educación social, abriendo el uso de instalaciones escolares, proporcionando oportunidades de aprender, información relevante y otros medios apropiados"
- Artículo 13 Asociación y cooperación entre escuelas, familias y residentes locales

"Las escuelas, las familias, los residentes locales y otras personas relevantes deben ser conscientes de sus respectivos papeles y responsabilidades con respecto a la educación, y tratar de desarrollar la asociación y la cooperación"
- Artículo 14 Educación política

Se promoverá la alfabetización política y la ciudadanía Las escuelas se abstendrán de la educación política y la actividad.

- Artículo 15 Educación religiosa

(1) La actitud de la tolerancia religiosa, el conocimiento general de la religión y la posición de la religión en la vida social se valorarán en la educación.
(2) Las escuelas establecidas por los gobiernos nacionales y locales se abstendrán de la educación religiosa u otras actividades para una religión específica.

- Capítulo 3 Administración de la educación

- Artículo 16 Administración de la educación

El Gobierno proporcionará oportunidades iguales, elevará los niveles de educación, responderá a las circunstancias regionales.
El gobierno trabajará en el espíritu de cooperación sin controles inapropiados.

- Artículo 17 Plan Básico para la Promoción de la educación

El gobierno sistemáticamente formulará planes para conseguir objetivos educativos, lo hace público e informe a la dieta (legislatura del Japón).
- Capítulo 4 Promulgación de leyes y reglamentos

- Artículo 18

"Las leyes y reglamentos necesarios para aplicar las disposiciones estipuladas en esta Ley se promulgarán"

## Revisiones 2006
Poco después de la aprobación de la Ley Fundamental, hubo numerosos argumentos que sugerían su revisión. Algunos sugirieron que no existían ideas del patriotismo y de respeto a las tradiciones japonesas, y otros sostenían que tales disposiciones podrían conducir a nuevos sentimientos de nacionalismo y de sumisión al Estado. Tales argumentos han sido planteados repetidamente desde que la ley fue aprobada por primera vez.
El 28 de abril de 2006, el Gabinete redactó una versión reformada de la ley que fue presentada a la 164.ª sesión ordinaria de la Dieta Nacional (de enero a junio de 2006). El borrador está compuesto por un preámbulo y 18 artículos. El nuevo preámbulo no incluye la frase "la realización de los ideales establecidos en la constitución depende de la educación del pueblo", como se establece en la ley actual, e incluye algunas adiciones, como las frases "espíritu comunitario" y "La herencia de la tradición". Además, el "propósito de la educación" se ha dividido en cinco temas, que contienen disposiciones morales tales como "fomentar una actitud [...] de amar a nuestro país ya nuestro hogar".
El 2 de mayo de 2006, el Ministerio de Educación anunció que habían establecido una "Ley Fundamental de la División de Promoción de la Reforma Educativa" bajo la dirección de Kenji Kosaka, ministro de Educación. La primera reunión estuvo planificada para mayo 8, y un equipo de proyecto estuvo establecido. La primera reunión fue programada para el 8 de mayo, y un equipo del proyecto fue establecido. El objetivo de este grupo no es sólo regular los argumentos en la Dieta, sino también ayudar en iniciativas para explicar las reformas educativas al público y decidir sobre programas básicos de promoción de la educación.
El 22 de diciembre de 2006 se aprobó y se implementó la revisión completa de la Ley Fundamental de Educación. Ahora contiene 18 artículos.

### Principales puntos de contención
Se dividió la opinión sobre si los estudiantes deberían recibir educación "según la capacidad individual" o "igualmente". La nueva Ley no contiene la palabra "igualmente" por más tiempo.
También se debatió si la absolución de las tasas escolares en las universidades públicas debería limitarse sólo a los costos de matrícula, o también incluir las tasas de los libros de texto, los costos de los alimentos, los costos de conmutación, etc.
Hubo un debate sobre el tema de la neutralidad política, a saber, qué tipo de educación política debe ser prohibida, y cómo armonizar esto con la promoción del interés político entre los estudiantes. En 1954, el gobierno japonés, con el objetivo de frenar la actividad política de la Unión de Maestros del Japón, aprobó una ley diseñada para asegurar la "neutralidad política" en las escuelas públicas japonesas. En 2004, el primer ministro Junichiro Koizumi se negó a aceptar una petición escrita por estudiantes japoneses de secundaria contra el despliegue de las Fuerzas de Defensa propia del Japón en Irak, debido a la prohibición de la educación política.

### Debate político
El 20 de marzo de 2003, basado en discusiones de la Reforma Educativa del Pueblo (órgano consultivo del primer ministro disuelto en diciembre de 2000), el Consejo Central de Educación informó al ministro de Educación, Atsuko Toyama la necesidad de una reforma de la Ley Fundamental.
Según el informe, los conceptos expresados en la Ley Fundamental deberían seguir siendo valorados; Sin embargo, para hacer frente a los desafíos del siglo XXI, serían necesarias las siguientes reformas.
1. El establecimiento de un sistema de escolaridad fiable.
2. Promoción de la reforma universitaria, para convertirse en líderes en la era de la información.
3. Restaurar la capacidad educativa de la familia y promover una sociedad en la que la escuela, la familia y la comunidad local cooperen.
4. Fomentar las actitudes para participar en la planificación comunitaria.
5. Fomentar el respeto de las tradiciones y la cultura japonesas, fomentar el amor a la patria y promover el espíritu de pertenencia a la comunidad internacional.
6. La realización de una sociedad basada en el aprendizaje permanente.
7. Para decidir sobre un plan maestro para fomentar la educación.

En abril de 2004, las partes gobernantes del Partido Liberal Democrático y Komei, lograron un acuerdo sobre el significado del término "patriotismo" ("valorar las costumbres y la cultura, y amar a nuestro país desde donde se han desarrollado") y entregó una propuesta de reforma a la Dieta (legislatura japonesa), la primera propuesta que se sometió a la Dieta desde el fin de la Segunda Guerra Mundial.
Las reformas propuestas reflejan tres líneas de pensamiento influyentes.
1. La reforma educativa es necesaria para nutrir una élite educativa y para que Japón continúe siendo un líder en el desarrollo de tecnología de vanguardia.
2. Los niños problemáticos responsables de la desintegración de la sociedad japonesa (incluyendo problemas como la delincuencia juvenil, el acoso escolar y el ausentismo escolar) pueden ser tratados con la disciplina doméstica, el fortalecimiento de la educación moral y el servicio comunitario.
3. La expansión del ámbito de autoridad del Ministerio de Educación es crítica. La reforma de la ley daría al Ministerio de Educación una mano virtualmente libre en cuanto a la administración educativa.

## Educación moral
El grado y la naturaleza de la educación moral es un punto frecuente de debate en el gobierno y la academia.
La antigua Ley Fundamental no contenía disposiciones relativas a la educación moral, aunque la educación moral figura en el plan de estudios supervisado por el Ministerio de Educación. Junto con otras disposiciones para "ampliar" el alcance de la ley, se agregaron disposiciones relativas a la educación moral. Por ejemplo, el objetivo del artículo 2, apartado 5,

"Fomentar una actitud de respetar nuestras tradiciones y cultura, amar el país y la región que los alimentó, junto con el respeto a otros países y el deseo de contribuir a la paz mundial y al desarrollo de la comunidad internacional"

Está diseñado para satisfacer tanto las opiniones conservadoras sobre el patriotismo como las opiniones progresistas sobre la integración global y / o centrarse en el individualismo.